# ای‌اف‌سی آژاکس
ای‌اف‌سی آژاکس (انگلیسی: AFC Ajax) مؤسسه ورزشی هلندی است، که در سال ۱۹۹۸ توسط باشگاه فوتبال آژاکس آمستردام تأسیس شد.